# Jag minns Paris
Jag minns Paris (engelska: The Last Time I Saw Paris) är en amerikansk romantisk dramafilm från 1954 i regi av Richard Brooks. Filmen är löst baserad på F. Scott Fitzgeralds novell Babylon Revisited från 1931. I huvudrollerna ses Elizabeth Taylor och Van Johnson, Walter Pidgeon, Donna Reed, Eva Gabor, Kurt Kasznar och (den då okände) Roger Moore i sin Hollywooddebut. Filmens titelsång komponerades av Jerome Kern och Oscar Hammerstein II 1941 och var redan en klassiker när filmen producerades; den inspirerade till filmens titel.

## Handling
Charles återvänder till Paris efter några års frånvaro; hans första anhalt är Café Dhingo, varifrån han har många minnen. Under andra världskriget arbetade Charles som journalist på tidningen Stars and Stripes. I vimlet på fredsdagen 1945 träffar han Marion och Helen. Hans dröm var att skriva en storslagen roman, men den skulle komma mellan Charlie och kärleken till hans hustru och dotter.

## Om filmen
Jag minns Paris har visats i SVT, bland annat 1994, 1998, 2018, i maj 2020, i september 2020 och i oktober 2024.

## Rollista i urval
Källa: The New York Times

- Elizabeth Taylor – Helen Ellswirth
- Van Johnson – Charles Wills
- Walter Pidgeon – James Ellswirth
- Donna Reed – Marion Ellswirth
- Eva Gabor – Lorraine Quarl
- Kurt Kasznar – Maurice
- George Dolenz – Claude Matine
- Roger Moore – Paul
- Sandy Descher – Vicki
- Celia Lovsky – Mama
- Peter Leeds – Barney
- John Doucette – Campbell
- Odette Myrtil – sångerska
- Matt Moore – engelsman

## Musik i filmen
- "The Last Time I Saw Paris", musik: Jerome Kern, text: Oscar Hammerstein II, framförd av Odette Myrtil
- "Adeste Fidelis (O Come All Ye Faithful)", traditionell
- "Auld Lang Syne", traditionell
- "You Wonderful You", musik: Harry Warren